# Кубок Норвегії з футболу 2003
Кубок Норвегії з футболу 2003 — 98-й розіграш кубкового футбольного турніру в Норвегії. Титул вдев'яте здобув Русенборг.

## Календар
| Раунд       | Дата                        | Матчі | Клуби    |
| ----------- | --------------------------- | ----- | -------- |
| 1/64 фіналу | 6-7 травня 2003             | 64    | 128 → 64 |
| 1/32 фіналу | 13 травня - 4 червня 2003   | 32    | 64 → 32  |
| 1/16 фіналу | 25-26 червня 2003           | 16    | 32 → 16  |
| 1/8 фіналу  | 23 липня - 7 серпня 2003    | 8     | 16 → 8   |
| 1/4 фіналу  | 27 серпня - 17 вересня 2003 | 4     | 8 → 4    |
| 1/2 фіналу  | 2-14 жовтня 2003            | 2     | 4 → 2    |
| Фінал       | 9 листопада 2003            | 1     | 2 → 1    |

## 1/16 фіналу
| Команда 1             | Рахунок      | Команда 2        |
| --------------------- | ------------ | ---------------- |
| 25 червня 2003        |              |                  |
| Фредрікстад (2)       | 1:2          | Ліллестрем       |
| Гам-Кам (2)           | 2:3          | Люн              |
| Левангер (3)          | 0:3          | Тромсе           |
| Лофотен (3)           | 1:6          | Русенборг        |
| Мандалскамератене (2) | 3:0          | Старт (2)        |
| Молде                 | 0:1          | Скейд (2)        |
| Мосс (2)              | 1:2          | Стабек           |
| Одд Гренланн          | 1:2          | Ерн-Хортен (2)   |
| Рауфосс (2)           | 2:2 пен. 4:1 | Генефосс (2)     |
| Согндал               | 1:0          | Бюосен (3)       |
| Тромсдален (3)        | 1:2          | Буде-Глімт       |
| Вікінг                | 3:0          | Нест-Сотра (3)   |
| Волеренга             | 2:1          | Саннефіорд (2)   |
| Олесунн               | 4:2          | Годд (2)         |
| 26 червня 2003        |              |                  |
| Гаугесун (2)          | 3:2          | Брюне            |
| Бранн                 | 4:3          | Стремсгодсет (2) |

## 1/8 фіналу
| Команда 1      | Рахунок        | Команда 2             |
| -------------- | -------------- | --------------------- |
| 23 липня 2003  |                |                       |
| Русенборг      | 5:0            | Люн                   |
| 6 серпня 2003  |                |                       |
| Рауфосс (2)    | 6:1            | Мандалскамератене (2) |
| Скейд (2)      | 2:2 пен. 4:3   | Согндал               |
| Ліллестрем     | 1:1 пен. 10:11 | Волеренга             |
| Ерн-Хортен (2) | 1:3            | Буде-Глімт            |
| Вікінг         | 1:2            | Гаугесун (2)          |
| 7 серпня 2003  |                |                       |
| Стабек         | 2:4            | Олесунн               |
| Тромсе         | 1:0            | Бранн                 |

## 1/4 фіналу
| Команда 1       | Рахунок | Команда 2   |
| --------------- | ------- | ----------- |
| 27 серпня 2003  |         |             |
| Тромсе          | 2:0     | Рауфосс (2) |
| Волеренга       | 1:3     | Скейд (2)   |
| Буде-Глімт      | 3:0     | Олесунн     |
| 17 вересня 2003 |         |             |
| Гаугесун (2)    | 2:3     | Русенборг   |

## 1/2 фіналу
| Команда 1      | Рахунок | Команда 2  |
| -------------- | ------- | ---------- |
| 2 жовтня 2003  |         |            |
| Русенборг      | 2:1     | Скейд (2)  |
| 14 жовтня 2003 |         |            |
| Тромсе         | 0:3     | Буде-Глімт |

## Фінал
| 9 листопада 2003 |

| Буде-Глімт   | 1:3 дч   | Русенборг                   |
| ------------ | -------- | --------------------------- |
| Йогансен 28' | Протокол | Йонсен 35' Соллі 105', 120' |

| Уллевол, Осло Глядачів: 25 447 Арбітр: Тер'є Хауге |